# Hans-Rüdiger Groß
Hans-Rüdiger Groß (* 26. Dezember 1953 in Senftenberg; † 28. Februar 2025) war ein deutscher Radrennfahrer, der in der DDR aktiv war.

## Sportliche Laufbahn
Groß, der zunächst für den SC Dynamo Berlin startete, gewann 1976 bei den DDR-Meisterschaften im Bahnradsport auf der Winterbahn gemeinsam mit Reinhard Langanke die Bronzemedaille im Zweier-Mannschaftsfahren. Im selben Jahr wurde er Titelträger bei den DDR-Straßen-Radmeisterschaften in Forst im Einzelzeitfahren über 50 Kilometer vor Hans-Joachim Meisch.
Auch die DDR-Rundfahrt 1976 fuhr er. Nachdem Groß in der DDR-Rundfahrt ausgeschieden war, wechselte er zum Ende der Saison 1979 zur BSG Post Berlin, in der auch seine sportliche Laufbahn begonnen hatte.